# Orazio Talami
Orazio Talami (1624 – 1708) è stato un pittore italiano.

## Biografia

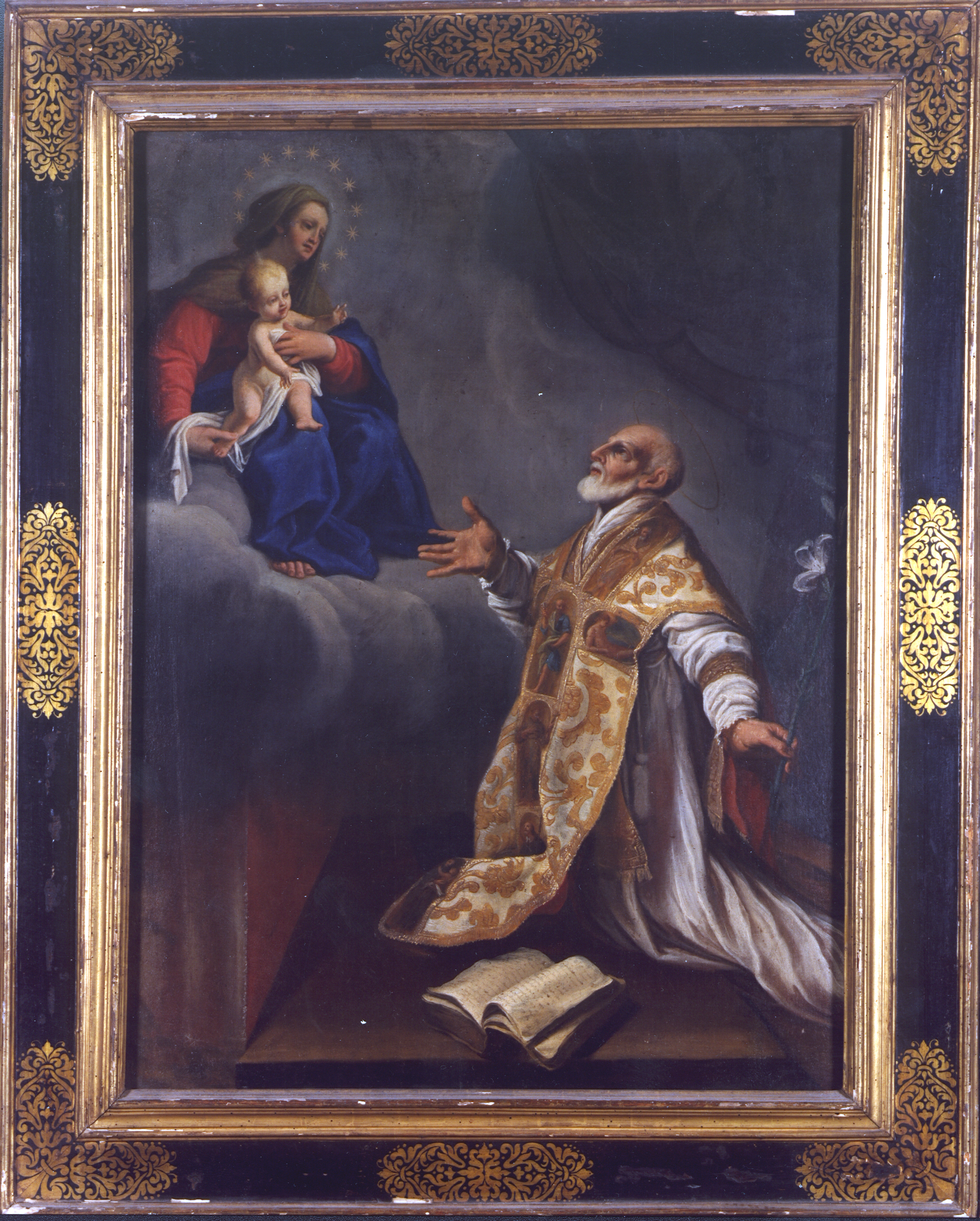
Madonna col Bambino che appare a San Filippo Neri, Chiesa parrocchiale di Salvaterra

Discepolo di Pietro Desani, fu attivo principalmente tra Reggio Emilia e Bologna. Suo discepolo fu Jacopo Baccarini. Sue opere si conservano nel Duomo di Reggio Emilia e nel Museo diocesano della città stessa.